# Hesychotypa ableptema
Hesychotypa ableptema là một loài bọ cánh cứng trong họ Cerambycidae.